# 西ギリシャ
西ギリシャ（ギリシア語: Δυτική Ελλάδα / Ditiki Ellada）は、ギリシャ共和国の広域自治体であるペリフェリア（地方）のひとつ。首府の港湾都市パトラ（パトラス）は、国内第3の人口を抱える。人口は648,220人（2021年）。

## 地理

### 位置
ギリシャ中央部のイオニア海側に位置している。北はアンヴラキコス湾のほとりでイピロスに接し、沖合にはイオニア諸島（レフカダ島・ケファロニア島・ザキントス島）が連なる。
行政区画である西ギリシャ地方（Περιφέρεια Δυτικής Ελλάδος）は、「地理的な地方」としての「中央ギリシャ」（本土）と「ペロポネソス」（ペロポネソス半島）にまたがっている。北の本土側と南のペロポネソス側は海によって隔てられており、ギリシャ最長の橋（世界有数の斜張橋）であるリオ・アンディリオ橋（リオン・アンティリオン橋、全長 2,880m）が両者を結ぶ唯一の陸上交通路となっている。ペリフェリアは3つの行政区に区分されており、本土側（「中央ギリシャ」西部）にエトリア＝アカルナニア県、ペロポネソス側（ペロポネソス半島西北部）の北東側にアハイア県、南西側にイリア県がある。

### 地勢
アルバニア国境付近からギリシャ本土西部を南北に貫くピンドス山脈が影響を及ぼす。地域の中央部には、イオニア海のパトラ湾およびコリンティアコス湾が細い海域を形成し、本土側とペロポネソス半島側が隔てられている。海域の最も狭い部分はリオ＝アントリオ海峡（幅1,850 mほど）である。
西ギリシャ地方の本土側には、ギリシャ最大の湖であるトリホニダ湖（96.8km²）をはじめ、アンヴラキア湖（13.6km²）、リシマヒア湖（13.2km²）、オゼロス湖（10.0km²）など多くの湖がある。ピンドス山脈から南へ流れ下るアヘロオス川（アケロース川、217km）はギリシャ第二の長さを持つ大河である。アヘロオス川を堰き止めていくつかのダムがあり、特にクレスマタ・ダムがつくるクレマスタ湖（湖はエヴリタニア県（中央ギリシャ地方）との間に広がる）は、ギリシャ最大の人造湖である。ほかに本土側の川としては、東部を流れパトラ湾に注ぐエヴィノス川がある。
西ギリシャ地方のペロポネソス側には、北東部に2000m級の山地が広がっている。アロアニア山（ヘルモス山、2,341m）は、西ギリシャ地方の最高峰である。このほか、エリマントス山（2,224m）やパナハイコ山（1,926 m）がある。主要な川としては、北部にピロス川、南部にアルフィオス川（110 km）がある。
- 雪を戴くエリマントス山脈
- アヘロオス川
- トリホニダ湖（中央）とリシマヒア湖。左上の市街はアグリニオ。

### 気候
夏は暑く、冬は温暖である。地中海性気候であるが、エリマントスやパナハイコ、アロアニアといった北ペロポネソスの山岳部では高山性の気候も示す。
夏季には、沿岸部（右表のパトラを含む）では晴天が続くが、山間部では部分的に曇天や降雨がある。
冬季には、平野部においては気温が10℃前後になるが、山岳においては降雪もよく見られる。

### 主要な都市
西ギリシャ地方で最も人口が多い都市は、ペロポネソス側の北部のパトラ湾奥部に位置するパトラ（アハイア県パトラ市。都市人口160,400人、2001年国勢調査、以下同じ）である。パトラは、アテネ（およびピレウス）、テッサロニキに次ぐ国内第3の人口を誇る。本土側では、南部内陸のアグリニオ （エトリア＝アカルナニア県アグリニオ市、44,030人）が最多の人口を有する。
このほか人口1万人を超える都市は、ペロポネソス側では西南部のピルゴス（イリア県ピルゴス市、23,274人）やアマリアダ（イリア県イリダ市、18,261人）、北東部のエギオ（アハイア県エギラ市、21,061人）がある。また、本土側南部の沿岸部にはメソロンギ（12,225人）がある。
- パトラ市街
- パトラ港
- アグリニオ市街

## 行政区画

### 県
西ギリシャ地方は、以下の3つの行政区（περιφερειακές ενότητες、ペリフェリア構成地区）から構成されている。これらの地区は、2010年の地方制度改革（カリクラティス改革）以前は自治体としての県（ノモス、νομός）であった。2011年1月1日にノモスが廃止されて行政区となった。
|   | 行政区名                                      | 綴り                                        | 政庁所在地          | 面積 （Km²） | 人口 （2021年） |
| - | --------------------------------------------- | ------------------------------------------- | ------------------- | ------------ | --------------- |
| 1 | エトリア＝アカルナニア （エトロアカルナニア） | Αιτωλία και Ακαρνανία Aitolía kai Akarnanía | メソロンギ          | 5,447        | 192,345         |
| 2 | アハイア （アカイア）                         | Αχαΐα Achaïa                                | パトラ （パトラス） | 3,271        | 305,979         |
| 3 | イリア                                        | Ηλεία Ileia                                 | ピルゴス            | 2,618        | 149,896         |

- エトリア＝アカルナニア県
- アハイア県
- イリア県

### 市
中央ギリシャ地方には、基礎自治体である市（ディモス）が19ある。
| - エトリア＝アカルナニア県 - アグリニオ - アクティオ＝ヴォニツァ - アンフィロヒア - メソロンギ - ナフパクティア - テルモ - クシロメロ | - アハイア県 - エギラ - エリマントス - カラヴリタ - パトラ - 西アハイア | - イリア県 - アルヘア・オリンビア - アンドラヴィダ＝キリニ - アンドリツェナ＝クレステナ - イリダ - ピニオス - ピルゴス - ザハロ |

## 交通
道路・鉄道の路線一覧のうち、〔　〕内の地名はペリフェリア外を示す。

### 道路
ペロポネソス側では、パトラから東へコリントスを経由してアテネ方面へ向かう GR-8、パトラから南へピルゴスに向かう GR-9 が幹線をなしている。パトラ・ピルゴスの諸都市を結んで半島北東部を半周する高規格の高速道路「オリンピア高速道路 (Olympia Odos) 」（A8, A9）が計画・建設中である。2004年には、パトラ郊外のリオと対岸のアンティリオの間にリオ・アンディリオ橋（リオン・アンティリオン橋）が開通した。
本土側では、アンティリオからメソロンギ、アグリニオといった都市を経由し、イピロスの首府をヨアニナに至る GR-5 が南北の幹線となっている。2017年には、同様のルートを通る「イオニア高速道路 (Ionia Odos) 」（A5）も開通した。東の中央ギリシャ地方方面へは、コリンティアコス湾岸にレヴァデアへ至る GR-48、アグリニオからピンドス山中のクレマスタ湖を経由してラミアに至る GR-38 が主要な道路である。
欧州自動車道路
- E55号線 (European route E55)  : 〔… - イグメニツァ〕 - アンフィロヒア - アグリニオ - パトラ - ピルゴス - 〔カラマタ〕
- E65号線 (European route E65)  : 〔… - アンフィサ〕 - アンディリオ - リオ - 〔コリントス - …〕
- E951号線 (nl:Europese weg 951)  : 〔ヨアニナ〕 - アンフィロヒア - メソロンギ
- E952号線 (European route E952)  : アグリニオ - 〔ラミア〕

主要な高速道路
- GR-5号線  (Greek National Road 5)  : リオ - アンフィロヒア - 〔ヨアニナ〕
- GR-8号線  (Greek National Road 8)  : 〔アテネ - コリントス〕 - パトラ （旧道）
- GR-8A号線  (Greek National Road 8A)  : 〔アテネ - コリントス〕 - パトラ （新道）
- GR-9号線  (Greek National Road 9)  :  パトラ - ピルゴス
- GR-38号線  (Greek National Road 38)  : アグリニオ - 〔ラミア〕
- GR-48号線  (Greek National Road 48)  : リオ - ナフパクトス - 〔アンフィサ - レヴァデア〕
- GR-74号線  (Greek National Road 74)  : ピルゴス - オリンビア - 〔トリポリ〕
- GR-76号線  (Greek National Road 76)  : オリンビア - 〔メガロポリ〕

### 鉄道

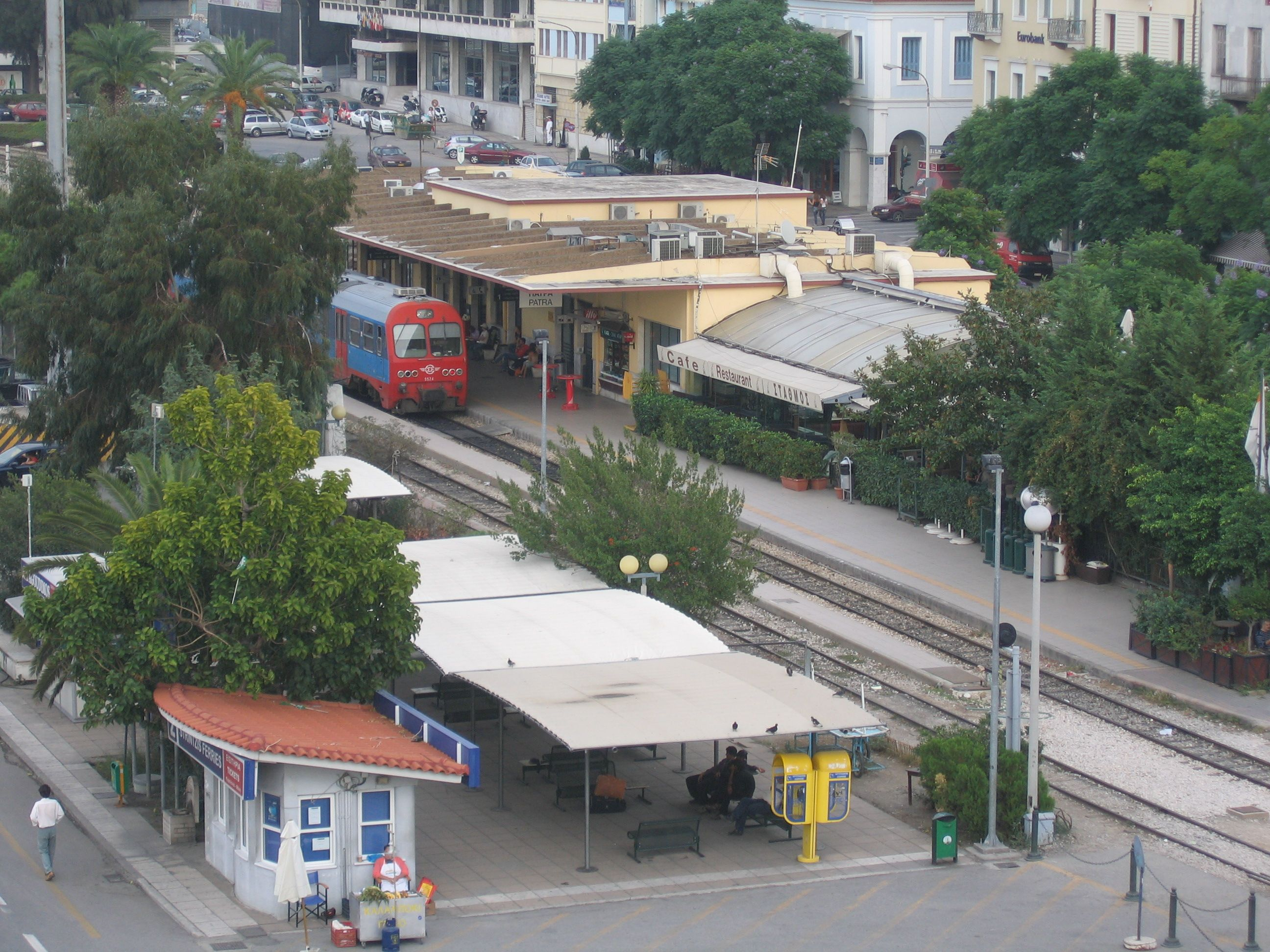
パトラ駅

鉄道はペロポネソス側のみで運行している。かつては本土側にもメソロンギとアグリニオを結ぶ路線があったが、廃止されている。
19世紀から20世紀にかけて、ピレウス・パトラ・ペロポネソス鉄道会社 (Piraeus, Athens and Peloponnese Railways) （のちに国有化されギリシャ国鉄の一部となる）がペロポネソス半島に狭軌（軌間1,000mmの「メーターゲージ」）の路線を敷設した。アテネとパトラを結ぶ路線については、アテネ - キャト（コリンティア県）間の標準軌新線への付け替えが行われている。
また、パトラスとリオの間にはプロアスティアコス（近郊電車）が運営されている。
主要な路線
- ギリシャ国鉄（OSE）
  - ペロポネソス狭軌網（Peloponnese metre gauge network）
    - 〔キャト〕 - パトラ - ピルゴス - 〔カラマタ〕
    - ピルゴス - オリンビア

  - ディアコプト・カラヴリタ鉄道
    - ディアコフト - カラヴリタ
- トレンOSE（英語版）（TrainOSE）
  - プロアスティアコス
    - パトラ - リオ

### 港湾
パトラ港はギリシャの主要港湾の一つである。国際貿易港であると共に、イタリアとを結ぶ国際航路の拠点となっている。
このほかに多くの港湾があり、パトラ湾・コリンティアコス湾の対岸同士を結ぶ航路や、イオニア諸島とを結ぶ航路がある。

### 空港
- アラクソス空港（英語版）（アハイア県西アハイア市）
- アクティオン空港（英語版）（エトリア＝アカルナニア県アクティオ＝ヴォニツァ市）

アラクソス空港はパトラから南西へ45kmの地点にある。アクティオ空港はペリフェリアの北端に位置し、プレヴェザやレフカダ島に近接している。

## 文化・観光
ペロポネソス側南西部には、オリンピアの考古遺跡（イリア県アルヘア・オリンビア市）があり、ユネスコ世界遺産に登録されている。
ペロポネソス側北東部のアロアニア山（ヘルモス山）やその山麓の渓谷、本土側メソロンギの潟湖、アンヴラキコス湾など豊かな自然は、エコツーリズムの対象となっている。
- オリンピアのゼウス神殿
- アロアニア山麓のカラヴリタ（英語版）
- メソロンギ潟

## 註
1. 1 2  “ΑΠΟΤΕΛΕΣΜΑΤΑ* ΑΠΟΓΡΑΦΗΣ ΠΛΗΘΥΣΜΟΥ ΚΑΤΟΙΚΙΩΝ ΕΛΣΤΑΤ 2021”. ギリシャ国家統計局 (2023年3月17日). 2024年6月12日閲覧。
2. ↑  ここでの「都市」は中心市街地区を指し、自治体の郊外部を含まない。「人口」は実住人口（Πραγματικός πληθυσμός）。